# Цулине
Цулине је насеље у Србији у општини Мали Зворник у Мачванском округу. Према попису из 2022. било је 239 становника.
Овде се налази Црква Васкрсења Господњег у Цулинама.

## Демографија
У насељу Цулине живи 310 пунолетних становника, а просечна старост становништва износи 41,9 година (43,6 код мушкараца и 40,4 код жена). У насељу има 145 домаћинстава, а просечан број чланова по домаћинству је 2,66.
Ово насеље је великим делом насељено Србима (према попису из 2002. године), а у последња три пописа, примећен је пад у броју становника.
|  |

| Демографија | Демографија | Демографија |
| Година      | Становника  | Становника  |
| ----------- | ----------- | ----------- |
| 1948.       | 688         |             |
| 1953.       | 711         |             |
| 1961.       | 544         |             |
| 1971.       | 516         |             |
| 1981.       | 495         |             |
| 1991.       | 429         | 424         |
| 2002.       | 389         | 390         |

| Етнички састав према попису из 2002.‍ | Етнички састав према попису из 2002.‍ | Етнички састав према попису из 2002.‍ | Етнички састав према попису из 2002.‍ | Етнички састав према попису из 2002.‍ |
| ------------------------------------ | ------------------------------------ | ------------------------------------ | ------------------------------------ | ------------------------------------ |
|                                      |                                      |                                      |                                      |                                      |
| Срби                                 | Срби                                 |                                      | 372                                  | 95,62%                               |
| Румуни                               | Румуни                               |                                      | 4                                    | 1,02%                                |
| Црногорци                            | Црногорци                            |                                      | 1                                    | 0,25%                                |
| непознато                            | непознато                            |                                      | 11                                   | 2,82%                                |

| Година пописа     | 1948. | 1953. | 1961. | 1971. | 1981. | 1991. | 2002. |
| ----------------- | ----- | ----- | ----- | ----- | ----- | ----- | ----- |
| Број домаћинстава | 102   | 102   | 106   | 120   | 133   | 141   | 145   |

| Број чланова      | 1  | 2  | 3  | 4  | 5  | 6 | 7 | 8 | 9 | 10 и више | Просек |
| ----------------- | -- | -- | -- | -- | -- | - | - | - | - | --------- | ------ |
| Број домаћинстава | 38 | 44 | 20 | 25 | 11 | 6 | 0 | 1 | 0 | 0         | 2,66   |

| Пол    | Укупно | Неожењен/Неудата | Ожењен/Удата | Удовац/Удовица | Разведен/Разведена | Непознато |
| ------ | ------ | ---------------- | ------------ | -------------- | ------------------ | --------- |
| Мушки  | 156    | 31               | 112          | 9              | 4                  | 0         |
| Женски | 165    | 29               | 107          | 25             | 4                  | 0         |
| УКУПНО | 321    | 60               | 219          | 34             | 8                  | 0         |

| Пол    | Укупно                    | Пољопривреда, лов и шумарство | Рибарство                            | Вађење руде и камена | Прерађивачка индустрија       |
| ------ | ------------------------- | ----------------------------- | ------------------------------------ | -------------------- | ----------------------------- |
| Мушки  | 86                        | 13                            | 1                                    | 1                    | 21                            |
| Женски | 62                        | 33                            | 0                                    | 0                    | 6                             |
| УКУПНО | 148                       | 46                            | 1                                    | 1                    | 27                            |
| Пол    | Производња и снабдевање   | Грађевинарство                | Трговина                             | Хотели и ресторани   | Саобраћај, складиштење и везе |
| Мушки  | 2                         | 15                            | 5                                    | 4                    | 5                             |
| Женски | 0                         | 0                             | 6                                    | 5                    | 0                             |
| УКУПНО | 2                         | 15                            | 11                                   | 9                    | 5                             |
| Пол    | Финансијско посредовање   | Некретнине                    | Државна управа и одбрана             | Образовање           | Здравствени и социјални рад   |
| Мушки  | 0                         | 1                             | 2                                    | 4                    | 0                             |
| Женски | 0                         | 1                             | 0                                    | 2                    | 2                             |
| УКУПНО | 0                         | 2                             | 2                                    | 6                    | 2                             |
| Пол    | Остале услужне активности | Приватна домаћинства          | Екстериторијалне организације и тела | Непознато            | Непознато                     |
| Мушки  | 7                         | 0                             | 0                                    | 5                    | 5                             |
| Женски | 2                         | 0                             | 0                                    | 5                    | 5                             |
| УКУПНО | 9                         | 0                             | 0                                    | 10                   | 10                            |